# جون تشنغ
جون تشنغ هو ممثل سنغافوري، ولد في 1961، وتوفي في 21 يناير 2013 بسبب نوبة قلبية.

## وصلات خارجية
- جون تشنغ على موقع IMDb (الإنجليزية)
- جون تشنغ على موقع قاعدة بيانات الفيلم (الإنجليزية)